# Gwyddno Garanhir
Gwyddno Garanhir, cioè Gwyddno "Gambe lunghe" (Witnus in latino e Widno in inglese; attorno al 520), salì sul trono del Meirionydd dopo la morte del padre Gwrin Farfdrwch.
È conosciuto per aver perduto una parte del suo regno a causa di un'inondazione. Il Merionydd occidentale, conosciuto come Maes Gwyddno, faceva parte del Cantre'r Gwaelod, una leggendaria zona di terra che si trovava sotto il livello dell'Oceano Atlantico e che era stata resa sicura da una grande diga di pietra, conosciuta con il nome di Sarn Badrig.
Fu durante il regno di Gwyddno che le chiuse della diga furono lasciate aperte da una fanciulla di nome Mererid, probabilmente ubriaca. Le acque inondarono la terra, sommergendo circa sedici città, compreso il palazzo reale a Caer Wyddno. Gwyddno fu così costretto a spostare la sua corte ad est, mentre il porto principale del suo regno divenne Porth Wydno (Borth). 
Sposò Ystradwen ed ebbe molti figli: Idris Gawr, Rhun, Dyfnwal, Eifionydd, Elffin, Sandde e Edern. 
Gwyddno Garanhir non va confuso con il suo contemporaneo, Gwyddno ap Cawrdaf della Britannia settentrionale.